# Вали-ду-Параизу (Рондония)

Вали-ду-Параизу на карте штата.

Вали-ду-Параизу (порт. Vale do Paraíso)  —  муниципалитет в Бразилии, входит в штат Рондония. Составная часть мезорегиона Восток штата Рондония. Входит в экономико-статистический  микрорегион Жи-Парана. Население составляет 8 210 человек на 2010 год. Занимает площадь 965,68 км². Плотность населения — 8,50 чел./км².

## История
Город основан в 1993 году.

## Демография
Согласно сведениям, собранным в ходе переписи 2010 г. Национальным институтом географии и статистики (IBGE), население муниципалитета составляет:
| Полное население                               | Полное население                               | Полное население                               | Полное население                               | 8 210 |
| ---------------------------------------------- | ---------------------------------------------- | ---------------------------------------------- | ---------------------------------------------- | ----- |
| в том числе:                                   | Городское население                            | 2 276                                          | Процент городского населения, %                | 27,72 |
|                                                | Сельское население                             | 5 934                                          | Процент сельского населения, %                 | 72,28 |
|                                                | Мужское население                              | 4 244                                          | Процент мужского населения, %                  | 51,69 |
|                                                | Женское население                              | 3 966                                          | Процент женского населения, %                  | 48,31 |
| Плотность населения, чел/км²                   | Плотность населения, чел/км²                   | Плотность населения, чел/км²                   | Плотность населения, чел/км²                   | 8,50  |
| Население муниципалитета в % к населению штата | Население муниципалитета в % к населению штата | Население муниципалитета в % к населению штата | Население муниципалитета в % к населению штата | 0,53  |

По данным оценки 2015 года население муниципалитета — 8 231 житель.

## Статистика
- Индекс развития человеческого потенциала на 2000 составляет 0,704 (данные: Программа развития ООН).

## География
Климат местности: экваториальный.

## Важнейшие населенные пункты
| № | Населённый пункт | Населённый пункт (порт.) | Категория | Население чел. (2010) | На карте                        |
| - | ---------------- | ------------------------ | --------- | --------------------- | ------------------------------- |
| 1 | Вали-ду-Параизу  | Vale do Paraíso          | город     | 2276                  | 10°25′38″ ю. ш. 62°07′47″ з. д. |
| 2 | Санта-Роза       | Santa Rosa               | поселок   | 285                   | 10°11′49″ ю. ш. 62°01′11″ з. д. |